# Ямне житло

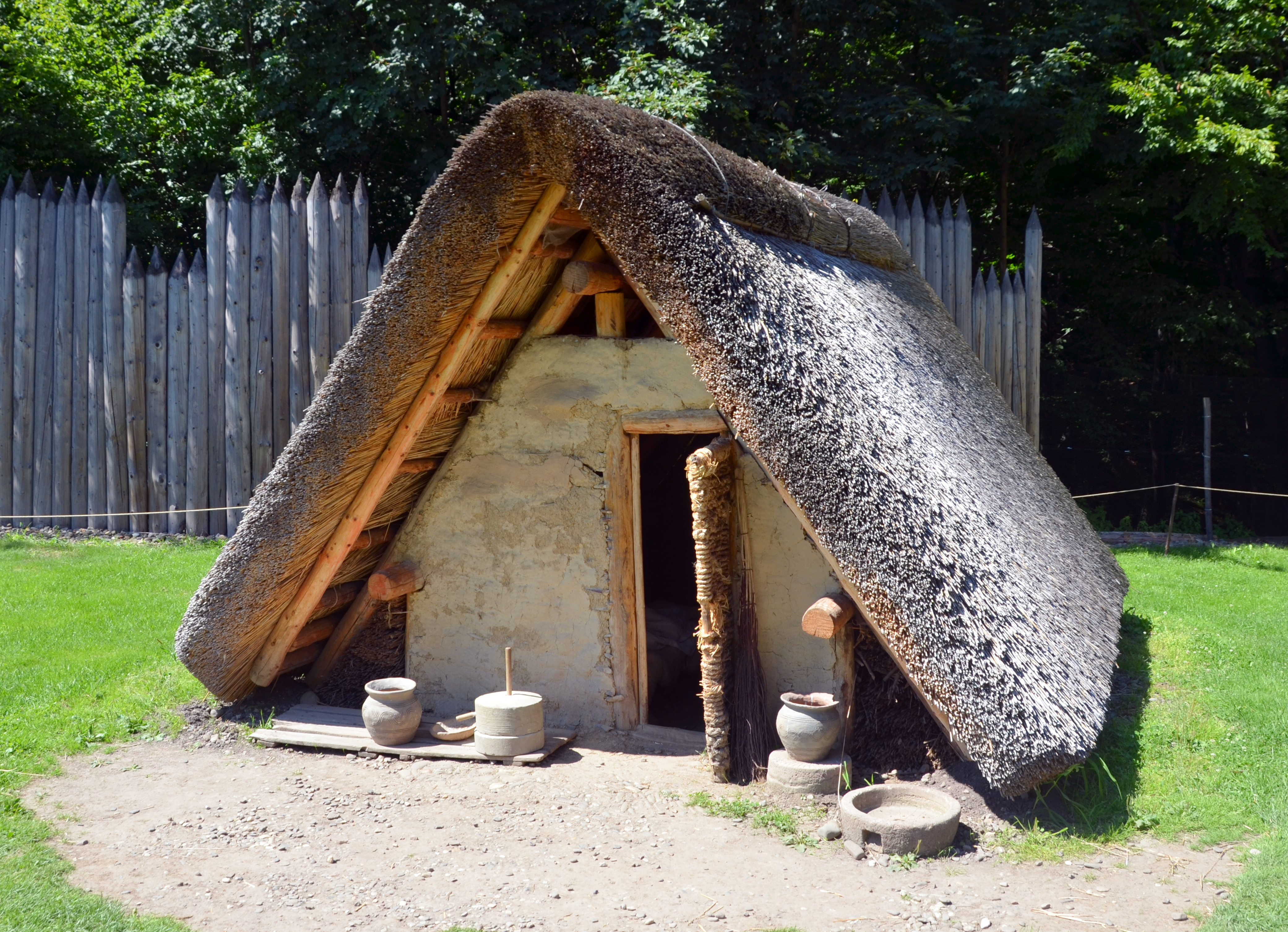
Реконструкція ямного будинку в Хотебузі, Чехія

Ямне житло — житло, в якому намет або дах побудовані на землі шляхом викопування глибокої ями та створення рівної поверхні в ній як підлоги. Це житло, в якому колом або квадратом викопано в землю, в яму вставлено кілька стовпів, з'єднаних між собою балками та кроквами що утворювало каркас будинку, а дах покривався землею, очеретом та іншими рослинами. Виникло з пізнього палеоліту. Таким чином, цей тип споруди представляє собою частково закопаний будинок (часто круглої форми), використовуваний для укриття, часто з побудованою всередині піччю. Ямне житло використовувалося не тільки як місце проживання, чи притулку від найекстремальніших погодних умов, але і як склад для зберігання їжі (так само як комора, чи льох) або місце для обрядів предків, культурних заходів, таких як розповідання історій, танців, співів та святкування і відомий від залізної доби до раннього середньовіччя. Загальні словники також описують яму-будинок як землянку, і вона має подібність до напівземлянки.
Ямні споруди заощаджують будматеріали, адже значна частина стін зроблена з того, що можна було знайти на ділянці.
В археології ямне житло часто називають затонулою будівлею, а іноді німецьким словом Grubenhaus. Ці будівлі зустрічаються в багатьох культурах по всьому світу, включаючи людей південного заходу Сполучених Штатів, стародавніх пуебло, стародавні культури Фремонт і Моголлон, черокі, інуїтів, жителів Плато та архаїчних жителів Вайомінгу(Smith 2003) у Північній Америці; архаїчні мешканці басейну озера Тітікака(Craig 2005) у Південній Америці; англосакси в Європі; і народ Дзьомон в Японії. Англосаксонське ямне житло, можливо, насправді являло собою будівлі для інших функцій, ніж просто житло.
Зазвичай від старовинної ями-будинку залишається лише викопана в землі виїмка та будь-які стовпи, якими утримувався дах. У дев'ятнадцятому столітті вважалося, що більшість доісторичних народів жили в ямах, хоча згодом було доведено, що багато елементів, які вважалися будинками, насправді були доісторичними ямами для зберігання їжі або служили майстернями.

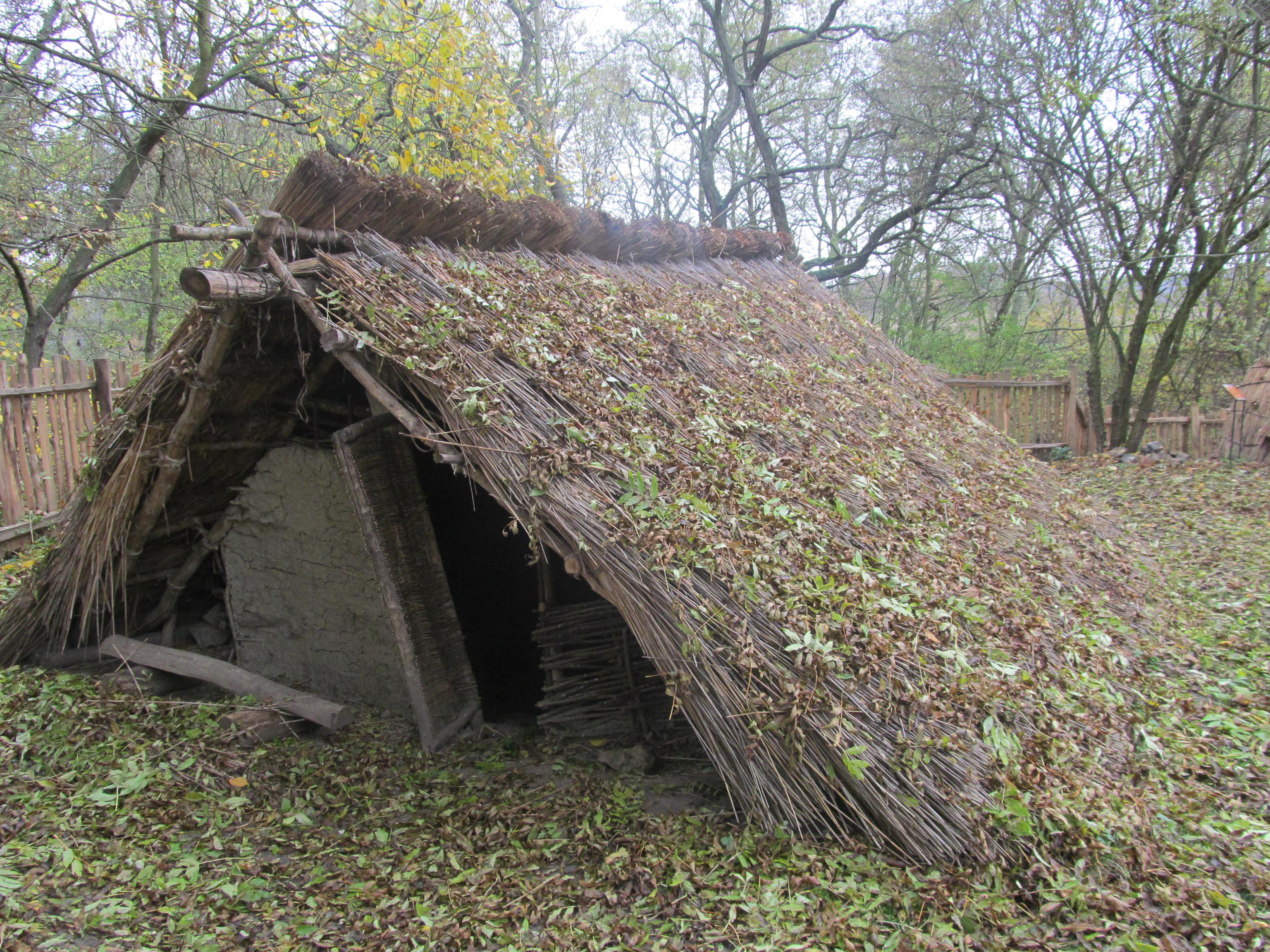
Реконструкція слов'янської ямної хатинки VI століття в музеї експериментальної археології Бржезно

## Житла з кісток мамонта

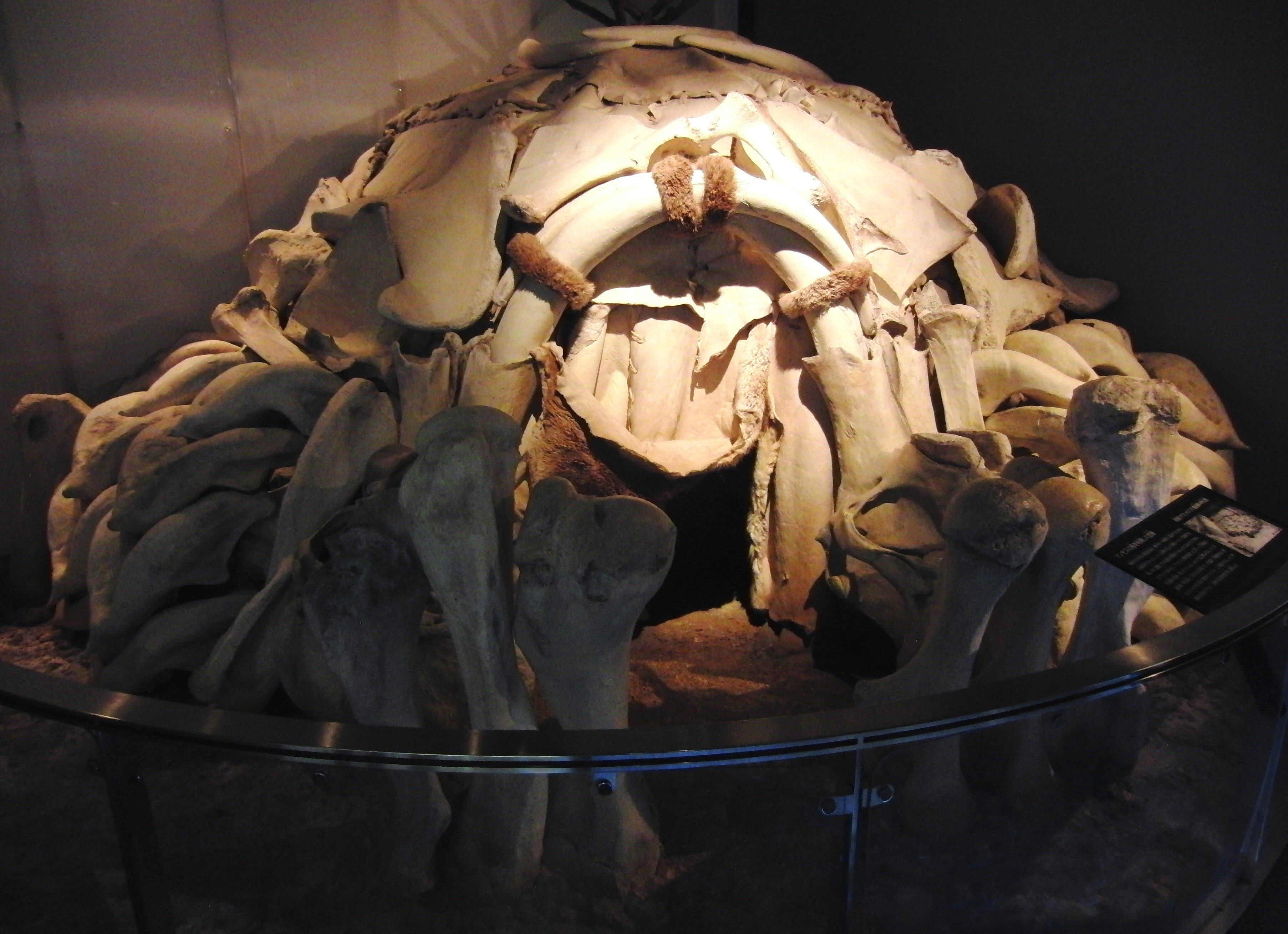
Реконструкція за прикладом Межиріцької стоянки. Виставка в Національному музеї природи і науки, Токіо, Японія.

Найдавніші ямні житла виявлено в Межиріччі в Центральній Україні. Будинки, що датуються 15 000 років до пізнього палеоліту, були зроблені з кісток мамонта. Основа має круглу або овальну форму, діаметром від 3,7 до 4,3 метра (від 12 до 14 футів), з кістками кінцівок, які використовуються для стін, і легшими, плоскими кістками для даху. Імовірно, шкіра тварин була натягнута зовні для ізоляції. У кожному житлі було вогнище. Групи будинків були розташовані навколо плану базового табору, зайнятого сім'ями або родичами протягом тижнів або місяців.

## Ранньосередньовічна Європа

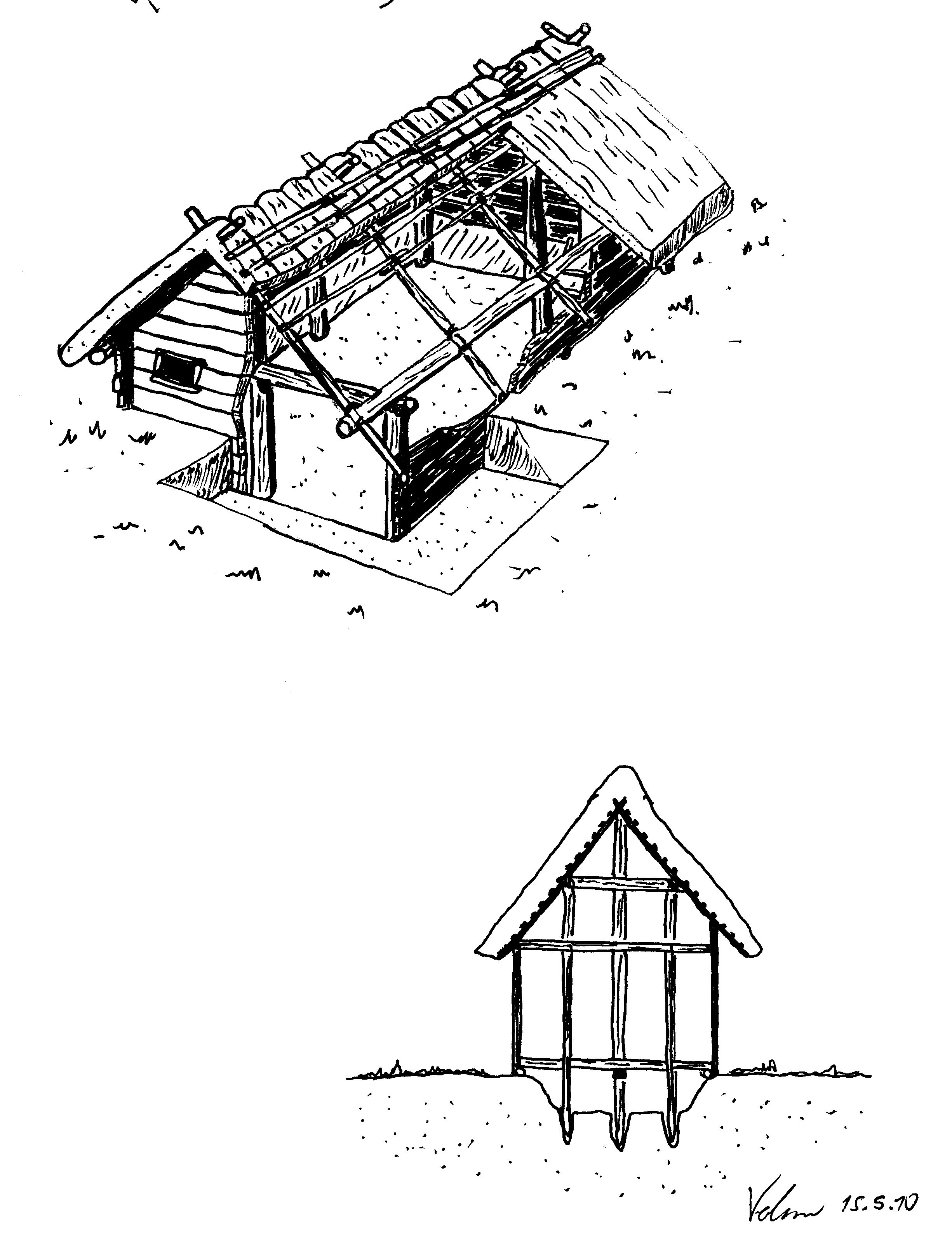

У багатьох частинах Північної Європи між 5-м і 12-м століттями нашої ери будували ямні будинки. У Німеччині вони відомі як Grubenhäuser, а у Сполученому Королівстві вони також відомі як grubhuts, grubhouses або затонулі будівлі.

Археологічні дані свідчать про те, що вони були побудовані в неглибокій прямокутній ямі і мають різну глибину (часто пов'язану зі збереженням місця). Деякі можуть мати розміри 0,25 м на приблизно 2 м на 1,5 м, тоді як приклади з розкопок 1950-х років у Вест-Стоу у Сполученому Королівстві мають розміри 3,7-4,44 м в довжину x 2,72 м-3,5 м в ширину x 0,58 м-0,97 м у глибину. У цій ямі було розміщено два (але іноді 0,4 або 6) значних дерев'яних стовпів у отворах для стовпів в обох кінцях довгої осі. Деякі археологи припустили, що над ямою лежала підвісна дерев'яна підлога, а порожнина під нею використовувалася для зберігання або контролю вогкості, хоча інші заперечували це, припускаючи, що ямне житло взагалі не мало підвісної підлоги. 

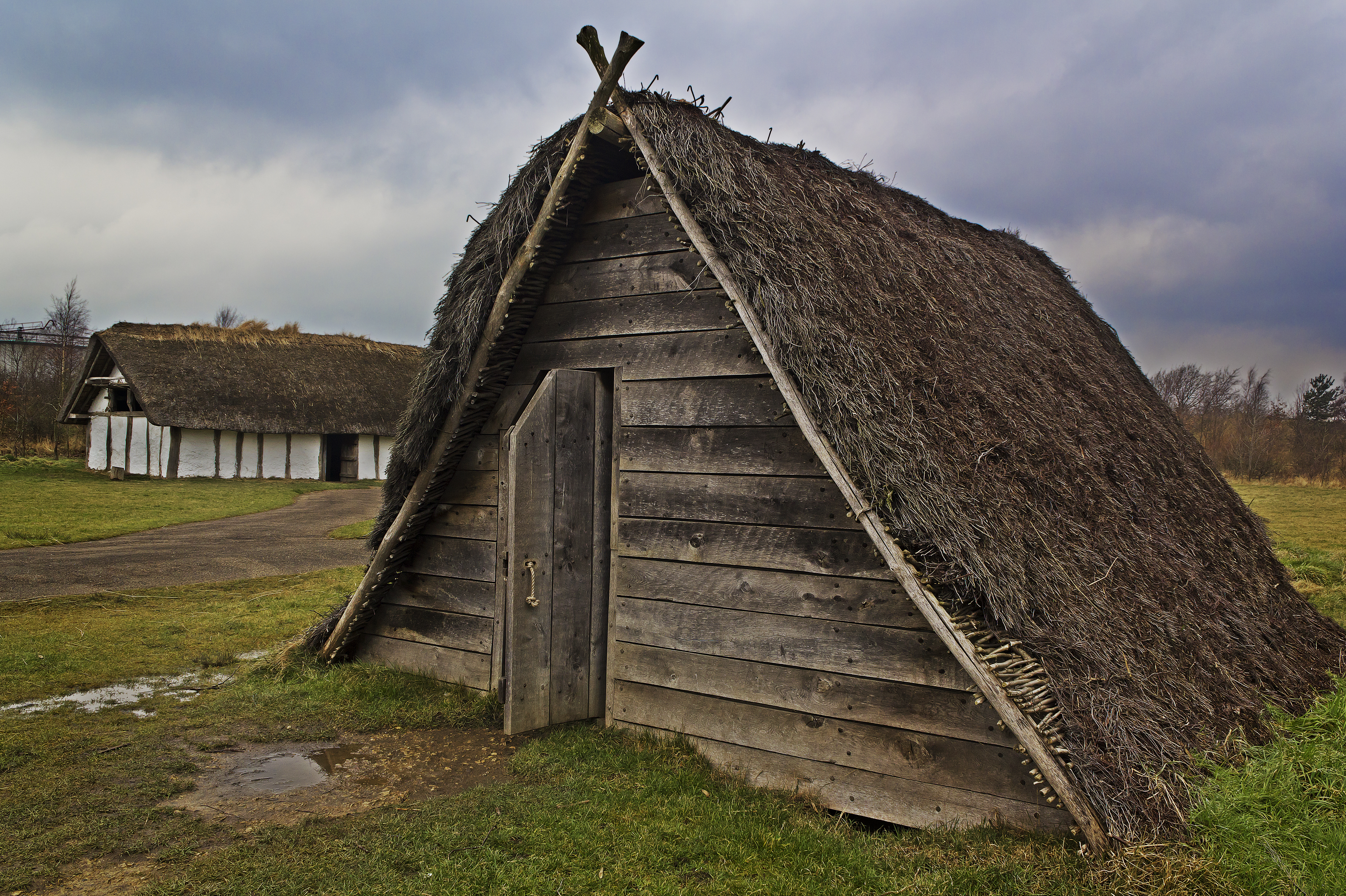
Реконструкція

 Двосхилий дах, що підтримувався дерев'яними стовпами, вкривав хату, яка, ймовірно, не мала вікон і мала один вхід з одного кінця. Під час розкопок у Вест-Стоу (Велика Британія) у 1970-х роках було знайдено збережені сліди обгорілих дощок, які вказують на наявність підвісних підлог. Були також знайдені вогнища, які частково знаходилися над краєм заглиблених ям і, здається, завалилися вниз, коли була знята конструкція, що підтримувала їхні навислі секції (можливо, підвісну підлогу).
Ямні споруди часто вважаються домашніми житлами. Однак їх використання могло відрізнятися, особливо на регіональній основі. У Західній Європі їхній невеликий розмір і той факт, що їх можна знайти поблизу інших будівель, а також пов'язані з ними знахідки вантажів для ткацьких верстатів (для основозваженого плетіння) призвели до теорій, що вони мали спеціальне призначення, наприклад як будівлі для ткацтва. У слов'янських регіонах Східної Європи ямні житла більші і часто мають камін. На більшості поселень не виявлено ознак наземної забудови.
У кількох музеях під відкритим небом, наприклад, в Археологічному центрі Хітцакер, Музеї та парку Калькрізе, Археологічному музеї під відкритим небом Ерлінгхаузен і Могилі вождя Хохдорфа, є реконструкції ям.

## У Північній Америці

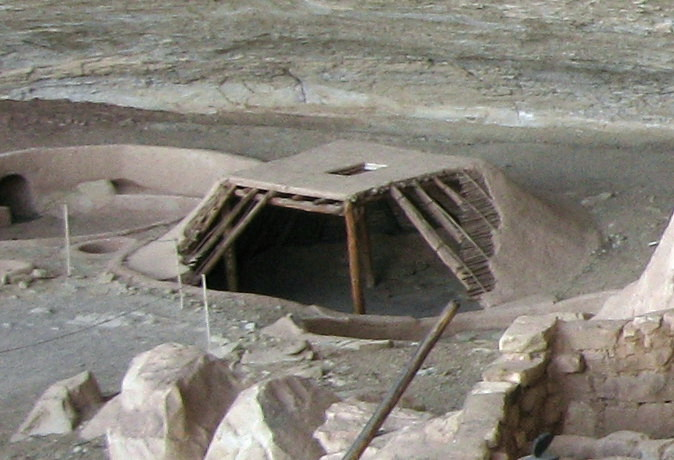
Реконструкція ямного будинку на руїнах Степового будинку в національному парку Меса-Верде (США), являє собою ямний будинок з чотирма опорними стовпами, конструкцію даху у вигляді шарів дерева та глини та входом через дах

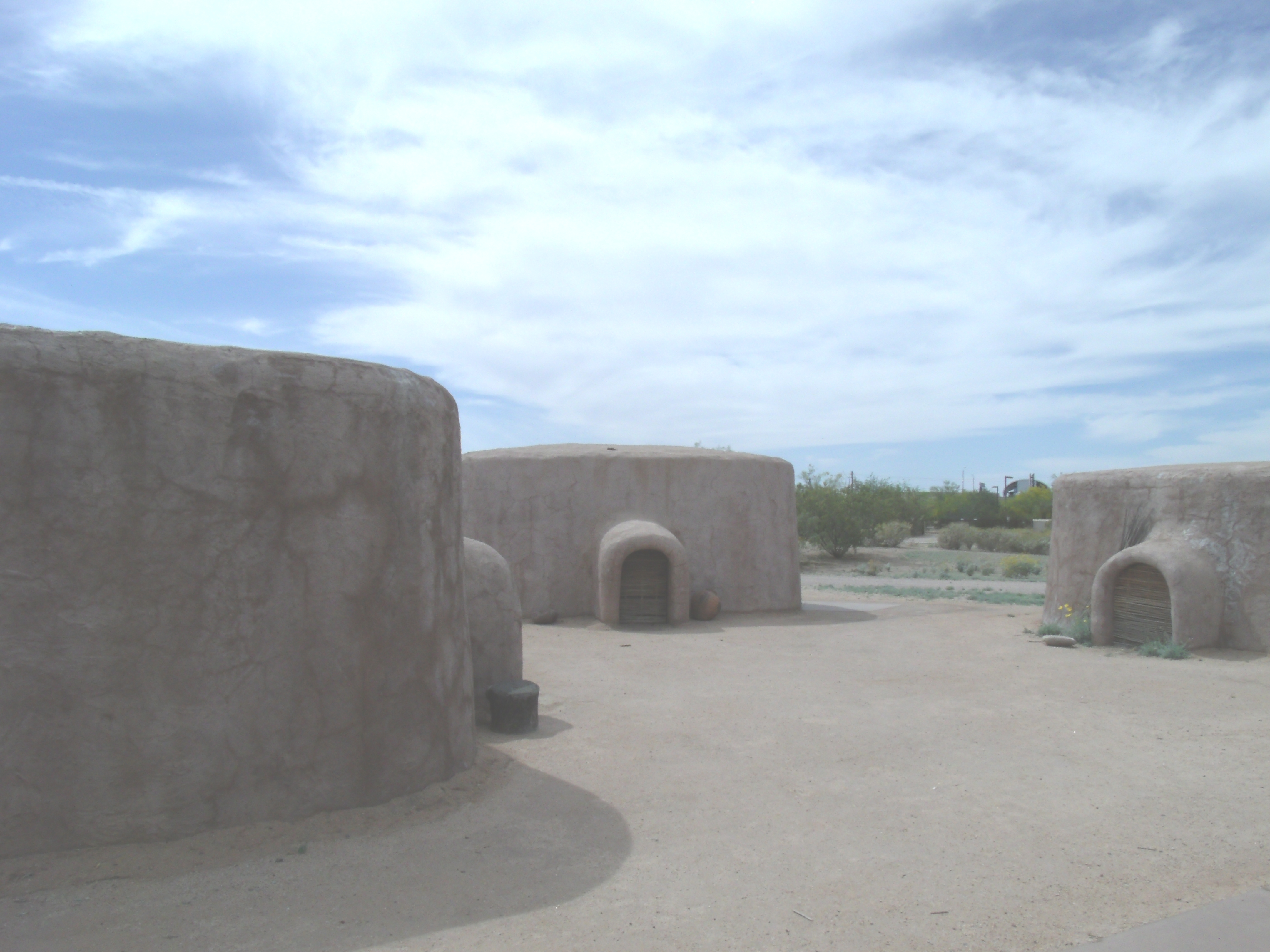
Це копії ямних будинків у руїнах Пуебло-Гранде у Феніксі, штат Аризона. Вони показують, як виглядали ями-будинки Хохокам 1000 років тому.

На всьому північному заході Тихого океану корінні жителі кочували влітку та збирали ресурси в різних місцях відповідно до сезону та традицій, але зимували в постійних напівпідземних будинках-ямах на нижчих висотах. Зима часто була єдиним часом, коли сім'ї бачили інших — навіть якщо вони були з того самого села та племені — і збиралися в будь-якій кількості до прибуття торгових пунктів. Часто ці будинки розташовувалися вздовж великих річок і приток, таких як Колумбія і Фрейзер; зазвичай були круглі та досить маленькі, і були покриті шарами кугевих матів, щоб захиститися від погоди та спеки. У центрі була димова яма, а всередині, хоч і тепло взимку, було виключно задимлення.
На північно-західних Великих рівнинах і в регіоні Плато, розташованому неподалік, кліматичні зміни та екстремальні температури та погодні умови ускладнили проживання цілий рік. Спекотне літо призвело до будівництва простих конструкцій, схожих на намети, які були переносними і їх можна було упаковувати, щоб перенести. У холодні зимові місяці ями були теплим, захищеним притулком, необхідним для виживання.

## В Китаї
Пам'ятка Банпо — неолітична стоянка, розташована в селі Банпо на шосе Сіньсянь на східному березі річки Танхе, району Ліцяо міста Сіань, провінції Шеньсі, Китай. Розташоване на плато на вісім кілометрів на схід від міста. Це типове місце поселення кланів материнської лінії, що належить до культури Яншао.

## В Японії

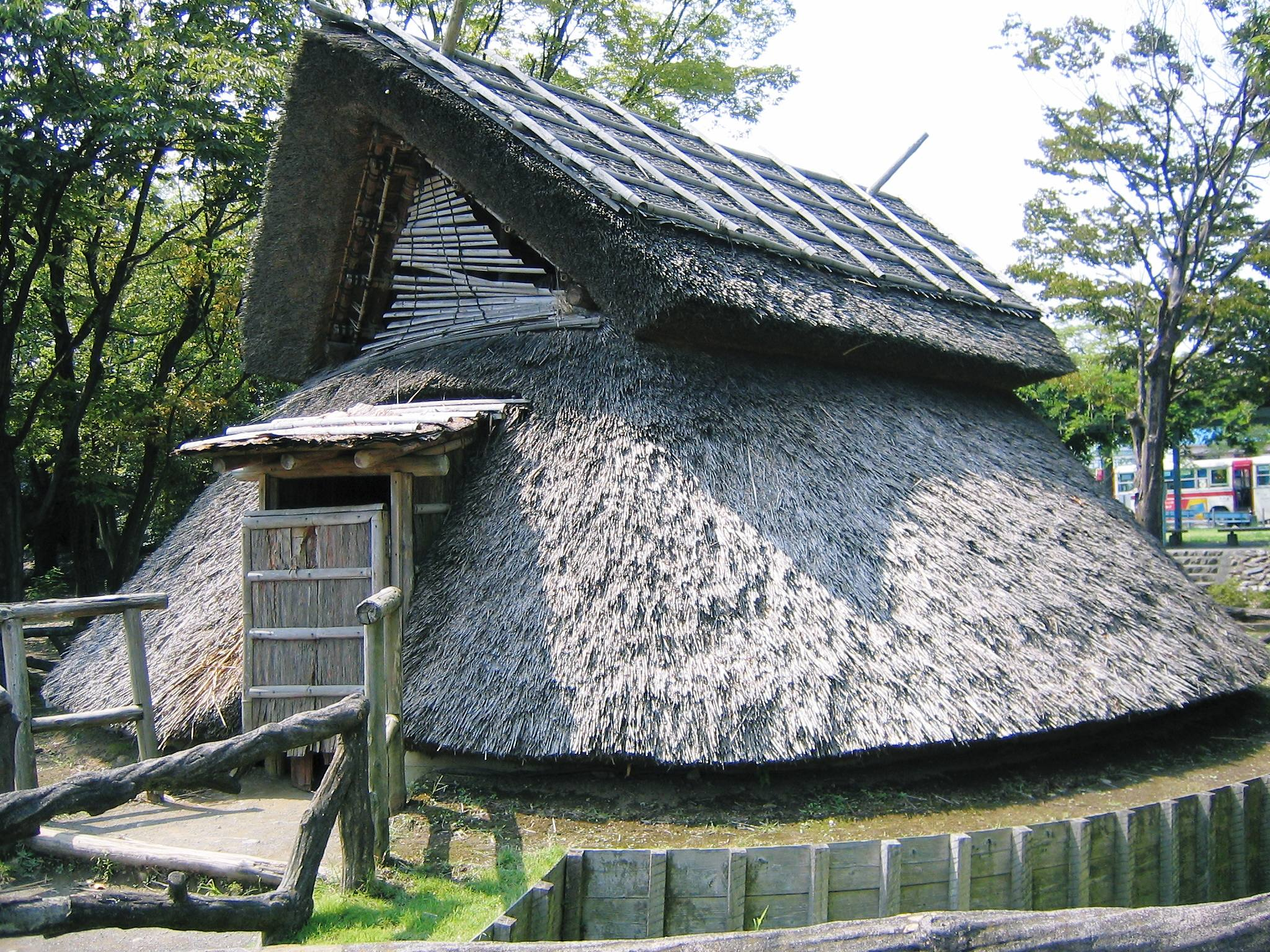
Ямне житло (Руїни Торо)

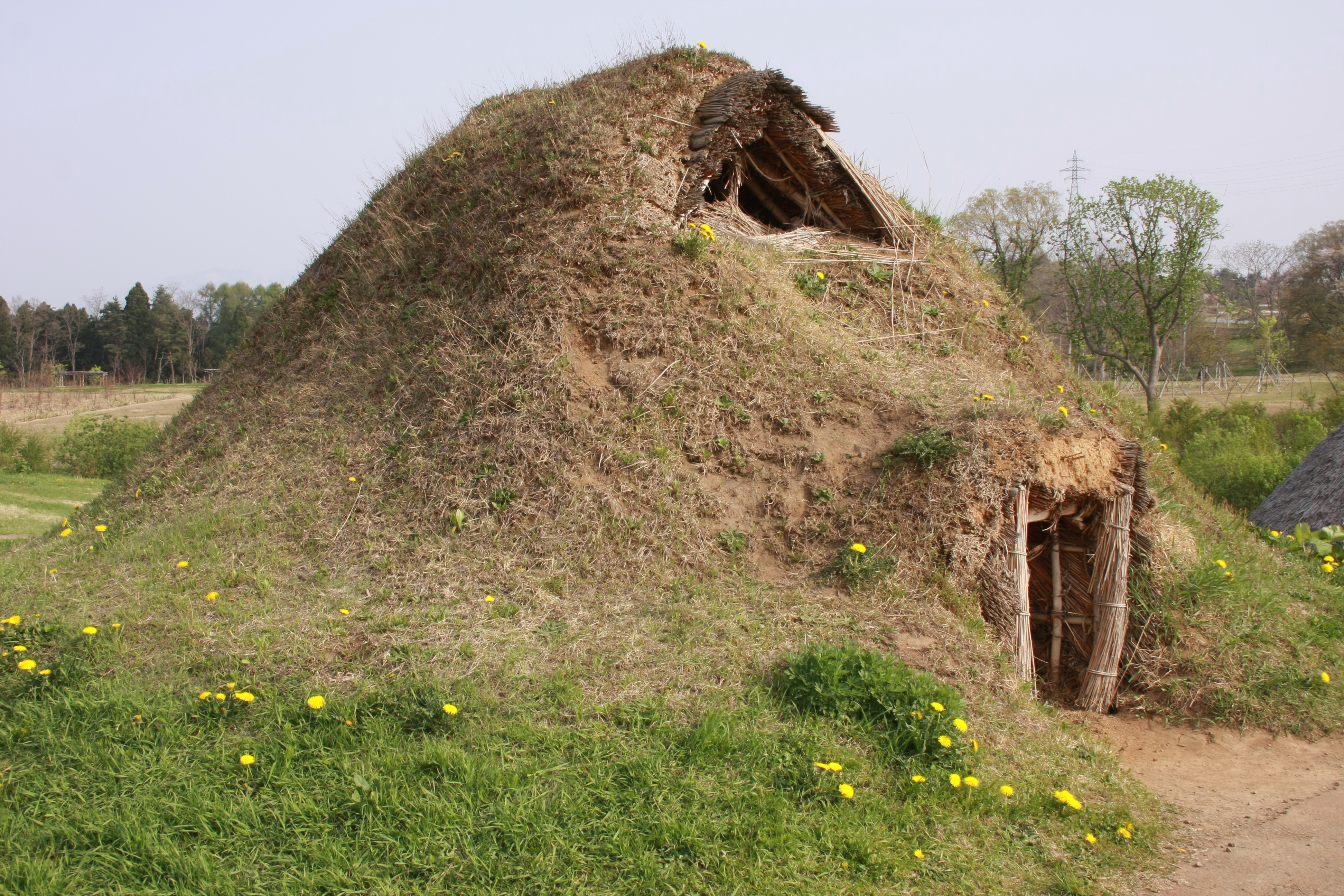
Житло періоду Джомон, відновлене на руїнах Саннай-Маруяма в префектурі Аоморі. Сахалінські айнівські ямні житла схожі на це житло з димарем.

Люди палеоліту в Японії часто жили на плато. Проте жити в тіні скелі чи в печері було особливим випадком. У місті Шибецу на Хоккайдо є незліченна кількість великих чашоподібних ям із довжиною сторони від 4 до 10 метрів. Ці печери є місцем стародавнього житла в печерних ямах печерного житлах у Хоккайдо. Воно має глибину 2,5 метра і оточене викопаним ґрунтом.
До кінця 19 століття сахалінські айни (айни карафуто) і курильські айни (айни чісіма) мали окремі літні та зимові поселення (котан), щоб захиститись від холоду. У їхніх зимових житлах (чизах) навмисно зробили ями, щоб захистити від холоду та вітру, а дахи вкривалися травою, корою та переораною землею, а в приміщенні влаштовували вогнище з димоходом. Про це є записи датовані 1822 і 1855 роками.
Торо — археологічна пам'ятка періоду Яйої, розташована в префектурі Сідзуока на острові Хонсю, Японія. Там знаходиться реконструкція будівель. Поселення, датоване 100-300 роками нашої ери, було відкрито під час розкопок, проведених у 1943-1947 роках.

## Крос-культурні моделі
Міжкультурна модель середнього діапазону архітектури ямних будинків з використанням Етнографічного атласу виявила, що 82 з 862 суспільств у вибірці займають такі котлованні споруди як основне чи вторинне житло.
Усі, крім шести з 82 суспільств, живуть вище 32° північної широти, і чотири з шести випадків у цій вибірці, які знаходяться нижче 32° північної широти, походять з «високогірних» регіонів у східній Африці, Парагваю та східної Бразилії. Останні приклад стосується Тао, які займали невеликий острів на південь від Формози.
Серед груп у вибірці завжди були присутні три умови: 1) нетропічний клімат у сезон заселення ямної споруди; 2) мінімальна двосезонна схема розрахунків; 3) залежність від запасів їжі в період заселення ямної споруди. Ці умови можуть бути пов'язані з іншими факторами суспільства, і наявність будь-якого або всіх цих трьох елементів у суспільстві не є передумовою для заселення ямних структур. Тим не менш, ці три умови були присутні в усіх випадках використання ямних споруд, представлених в Етнографічному атласі. Інші культурні моделі були загальними, але не універсальними для вибірки. Ці спільні риси включають: холодний період заселення, низькі оцінки населення та прості політичні та економічні системи.
Етнографічна вибірка майже повністю базується на прикладах із суспільств, розташованих у північних широтах. Період заселення ямних конструкцій припадає, як правило, на холодну пору року, ймовірно, через їх теплоефективність. Вкопані в землю конструкції ямної споруди користуються перевагами ізоляційних властивостей ґрунту, а також мають низький профіль, захищаючи їх від впливу тепла, спричиненого вітром. Оскільки при передачі тепла втрачається менше тепла, ніж у надземних структурах, для підтримки стабільної температури всередині конструкції потрібно менше енергії.
З 82 етнографічних випадків в Етнографічному атласі 50 товариств мали оцінки населення. З них 64% мали менше 100 осіб на поселення. Лише в 6% випадків на населений пункт проживало понад 400 осіб. Випадками з найвищою щільністю населення були Арікара і Хідатса на Великих північноамериканських рівнинах і Консо в Ефіопії. Гілман пояснює високу щільність популяції серед арікар доступністю бізонів.

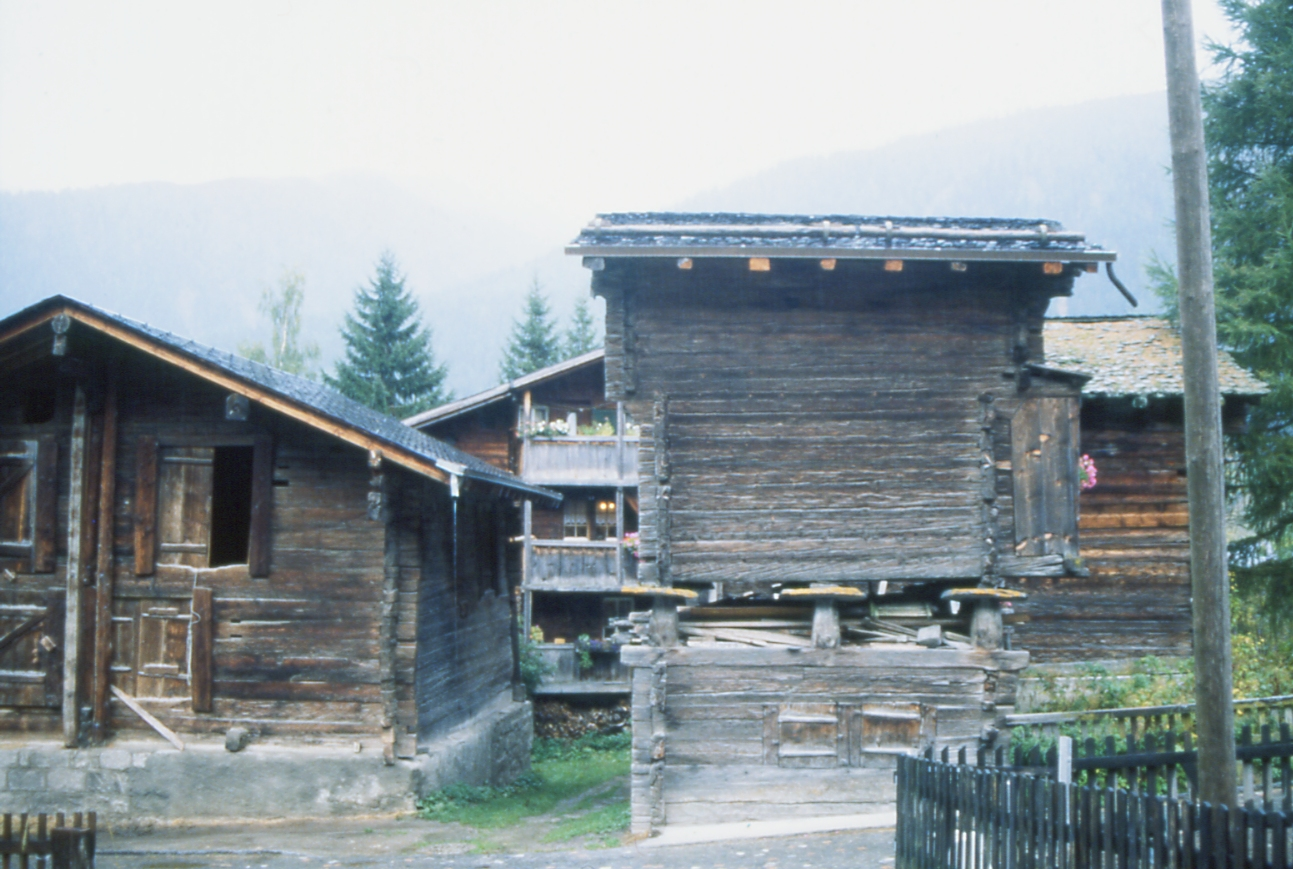
Комора над дерев'яним льохом в Рекінген-Глюринген, кантон Вале, Швейцарія. Сліди в землі є залишками ямного будинку

Професії, пов'язані з будівництвом шахти, зазвичай пов'язані з простими політичними та економічними системами. Для 86% вибірки класова стратифікація або соціальні відмінності, засновані на неспадковому багатстві, були відсутні. Однак деякі суспільства, що живуть у ямах, характеризуються складністю рівня вождівства. З точки зору господарської організації, 77% суспільств, які займають ямні споруди, мали мисливсько-збиральницьке господарство. Це велика частка вибірки, але вона не вважається універсальною послідовною ознакою, як двосезонне поселення та залежність від продуктів, що зберігаються під час зайнятості структури ями.
У ту частину року, коли люди не живуть у ямах, діяльність має бути зосереджена на придбанні продуктів для зберігання. Виходячи з зразка з Етнографічного атласу, це може відбуватися або через мисливство та збиральництво, або через сільськогосподарську діяльність.
Багато різних доісторичних груп використовували ями. Незважаючи на те, що вони загалом асоціюються з південно-західними культурами Америки, такими як Фремонт, Пуебло, Хохокам і Моголлон, ями-будинки використовувалися різними людьми в найрізноманітніших місцях протягом останніх 12 000 років. У Британській Колумбії (Канада), наприклад, на археологічній ділянці Кітлі-Крік, були розкопані великі ямні будинки.

### Деталізація джерел
1. ↑  «Pit house» в онлайн-словнику Merriam Webster
2. ↑  Harris, C. M. (1998). "Dugout". American architecture: An illustrated encyclopedia (p. 104). New York: W.W. Norton.
3. ↑  Whitney, W. D. (1889). "Dugout" def. 2. The Century dictionary: An encyclopedic lexicon of the English language (Vol. 3, p. 1793). New York: The Century Co.
4. ↑  Hidden Treasure Fact Files By Dr Neil Faulkner Last updated 2011-02-17 http://www.bbc.co.uk/history/ancient/archaeology/fact_files_08.shtml accessed 2/14/2013
5. ↑  Crabtree, Pam J.. Medieval archaeology: an encyclopedia. New York: Garland Pub., 2001. 533. ISBN 0815312865
6. ↑  ourihane, C., Strickland, D. H., & Simonetta, M. (n.d.). Anglo-Saxon Architecture. In The Grove Encyclopedia of Medieval Art and Architecture (Vol. 2, p. 80). (2012) New York, NY. ISBN 9780195395365
7. ↑  West 2001, West Stow Revisited, St Edmundsbury Borough Council
8. ↑  Snow, Dean (2010). Archaeology of Native North America. Upper Saddle River, NJ: Prentice Hall. p. 261. ISBN 978-0136156864.
9. ↑  History of Tomakomai City, Volume 1, p332 (Tomakomai City, 1975)
10. 1 2  A Dictionary of Archaeology. edited by Ian Shaw and Robert Jameson. Malden: Blackwell Publishing, 1999, s. 586. ISBN 0-631-17423-0.
11. 1 2  Wielka Historia Świata. T. 3. Kraków: Oficyna Wydawnicza Fogra, 2005, s. 643-644. ISBN 83-85719-84-9.
12. ↑  George Peter Murdock (1967). Ethnographic Atlas. University of Pittsburgh Press.
13. 1 2 3 4 5 6  Gilman, P. (1987), "Architecture as Artifact: Pit Structures and Pueblos in the American Southwest", American Antiquity, vol. 52, no. 3, pp. 538–564, doi:10.2307/281598, JSTOR 281598, S2CID 161823882 (стор.: 540, 542, 544, 547)
14. ↑  Gonzalez, A. R. (1953), "Concerning the Existence of the Pit House in South America", American Antiquity, vol. 18, no. 3, pp. 271–272, doi:10.2307/277052, JSTOR 277052, S2CID 163581274
15. ↑  Kano, T. & Segawa, K. (1956), An Illustrative Ethnography of Formosan Aborigines, Tokyo: Maruzen
16. ↑  Farwell, R. Y. (1981), "Pit Houses: Prehistoric Energy Conservation?", El Palacio, vol. 87, pp. 43–47

## Зовнішні спрямування
- Вікісховище має мультимедійні дані за темою: Ямне житло
- Вікісховище має мультимедійні дані за темою: Ямне житло